# Episodi di Billions (prima stagione)
La prima stagione della serie televisiva Billions, composta da 12 episodi, è stata trasmessa sul canale statunitense via cavo Showtime dal 17 gennaio al 10 aprile 2016.
In Italia, la stagione è andata in onda sul canale satellitare Sky Atlantic dal 21 giugno al 26 luglio 2016.
| nº | Titolo originale          | Titolo italiano         | Prima TV USA     | Prima TV Italia |
| -- | ------------------------- | ----------------------- | ---------------- | --------------- |
| 1  | Pilot                     | Giustizia e finanza     | 17 gennaio 2016  | 21 giugno 2016  |
| 2  | Naming Rights             | Conflitto d'interesse   | 24 gennaio 2016  | 21 giugno 2016  |
| 3  | YumTime                   | Gioco di squadra        | 31 gennaio 2016  | 28 giugno 2016  |
| 4  | Short Squeeze             | Speculazione al ribasso | 7 febbraio 2016  | 28 giugno 2016  |
| 5  | The Good Life             | The Good Life           | 14 febbraio 2016 | 5 luglio 2016   |
| 6  | The Deal                  | L'accordo               | 21 febbraio 2016 | 5 luglio 2016   |
| 7  | The Punch                 | Il pugno                | 6 marzo 2016     | 12 luglio 2016  |
| 8  | Boasts and Rails          | Il tranello             | 13 marzo 2016    | 12 luglio 2016  |
| 9  | Where the Fuck Is Donnie? | Donnie                  | 20 marzo 2016    | 19 luglio 2016  |
| 10 | Quality of Life           | Qualità di vita         | 27 marzo 2016    | 19 luglio 2016  |
| 11 | Magical Thinking          | Pensiero magico         | 3 aprile 2016    | 26 luglio 2016  |
| 12 | The Conversation          | La conversazione        | 10 aprile 2016   | 26 luglio 2016  |

## Giustizia e finanza
- Titolo originale: Pilot
- Diretto da: Neil Burger
- Scritto da: Brian Koppelman, David Levien e Andrew Ross Sorkin

### Trama
(Chuck ad Axe nel loro incontro faccia a faccia.)

L'incontro tra Bobby Axelrod e Chuck Rhoades

Il procuratore federale del Distretto Sud di New York Chuck Rhoades viene informato di un sospetto insider trading ai danni della Pepsum Pharmaceutical che sarebbe stato commesso dal famoso broker Bobby "Axe" Axelrod, proprietario del fondo speculativo Axe Capital. Questi è impegnato nella consegna delle borse di studio autofinanziate ai figli dei colleghi morti negli attentati dell'11 settembre 2001, a cui lui è scampato perché non si trovava in ufficio quel giorno; una vedova incolpa Axe di essere sopravvissuto al posto del marito, venendo poi minacciata dalla moglie Lara che le farà pagare questa sua improvvida uscita. Chuck non è convinto di mettersi contro un personaggio in vista come Axe, soprattutto per un conflitto di interessi riguardante la moglie Wendy che lavora come responsabile HR alla Axe Capital.
Ari Spyros della SEC, colui che aveva riferito a Chuck l'insider trading, si mette in combutta con il giornalista Mike Dimonda per indurre il procuratore a perseguire Axe. Avendo saputo dalla propria sottoposta Kate Sacher che Axe è molto interessato ad acquistare una lussuosa villa, Chuck incarica il suo braccio destro Bryan Connerty di far pervenire ad Axe una diffida, così da saggiarne le reali intenzioni. Axe fa in modo di addebitare al rivale Steven Birch la colpa dell'insider trading alla Pepsum Pharmaceutical, indirizzando Dimonda verso quello che gli promette sarà un articolo da Pulitzer. Dopo aver discusso con Chuck che voleva farle lasciare il lavoro, Wendy ottiene da Axe di poter esercitare anche privatamente fuori dall’ufficio.
Chuck e Axe si incontrano a margine di un seminario, con il procuratore a pronosticargli la caduta in disgrazia perché presto la gente si stancherà di difenderlo. Colto nel vivo, Axe acquista la villa per dimostrare a Chuck che nessuno gli può impedire di spendere i suoi soldi come vuole.
- Ascolti USA: telespettatori 904.000 – rating 18-49 anni 0,2%[3]

## Conflitto d'interesse
- Titolo originale: Naming Rights
- Diretto da: Neil Burger
- Scritto da: Brian Koppelman e David Levien

### Trama
Axe deve chiedere al suo direttore operativo Mike "Wags" Wagner di arginare la possibile fuga dei finanziatori, molti dei quali potrebbero non aver gradito l'acquisto della villa. Dimonda pubblica il suo articolo nel bel mezzo di una serata di beneficenza, con Chuck che si rifiuta di rilasciare dichiarazioni; il procuratore ha individuato in Peter Decker, presidente del principale fondo di Axe nonché suo storico collaboratore, il possibile punto debole per poter arrivare a lui.
Axe organizza una finta ispezione della SEC per testare la capacità dei propri dipendenti di nascondere l'operato occulto della società; Vitor Mateo non supera la prova e viene licenziato, con Wendy che viene mandata a casa sua per ammonirlo di non divulgare segreti sulla Axe Capital. Hall, uno dei galoppini di Axe, tiene in pugno Tara Mohr, dipendente dell'ufficio di Chuck, costretta d'ora in poi a passargli ogni informazione relativa alle indagini che il procuratore muoverà nei confronti della Axe Capital, pena la divulgazione dei suoi passatempi sessuali. Chuck sceglie di risparmiare Birch, concedendogli un patteggiamento che Tara comunica prontamente a Hall. Wendy disapprova la simulazione della SEC voluta da Axe, minacciando di andarsene qualora prenda nuovamente una decisione del genere senza consultarla.
Axe mette a segno un colpo dei suoi, acquistando i diritti di proprietà del palazzo in cui ha tenuto la serata di beneficenza per pura ripicca nei confronti dei vecchi proprietari.
- Ascolti USA: telespettatori 950.000 – rating 18-49 anni 0,2%[4]

## Gioco di squadra
- Titolo originale: YumTime
- Diretto da: Scott Hornbacher
- Scritto da: Willie Reale

### Trama
Un uomo molto vicino a Peter Decker è stato arrestato nel Distretto Est; Chuck si accorda con la collega procuratrice per scambiare l'uomo con un paio di criminali del Distretto Sud, anche se dovrà accettare la presenza del petulante Spyros nelle indagini su Axe. Costui vuole assestare un colpo a Chuck, il cui padre Charles sedeva nel consiglio d'amministrazione della YumTime, storico marchio di merendine la cui qualità è peggiorata nel corso degli anni. Axe induce Jerry Purkheiser, presidente della YumTime, a licenziare, oltre all'amministratore delegato della compagnia, anche la consigliera Christina, l'amante di Charles che ne aveva preso il posto nel cda.
June Raichlein, la donna che aveva attaccato Axe alla consegna delle borse di studio, si appresta a dare alle stampe un libro in cui sono raccontati i retroscena dell'11 settembre, dal quale Axe rischia di uscirne parecchio danneggiato; per questa ragione Lara, onorando la minaccia rivolta a June, inizia a rovinarle la vita sociale fino a indurla all'eliminazione delle parti riguardanti Axe dal manoscritto. Wendy comincia a remare contro Axe, disattendendo le istruzioni ricevute da Wags sulla necessità di trattenere la dipendente Maria Saldana alla Axe Capital; è proprio Wendy ad accompagnarla alla porta, spingendola ad andarsene per sentirsi più appagata.
Chuck costringe Decker a diventare un suo informatore, invitandolo a presentarsi in procura il successivo lunedì a deporre.
- Ascolti USA: telespettatori 1.282.000 – rating 18-49 anni 0,4%[5]

## Speculazione al ribasso
- Titolo originale: Short Squeeze
- Diretto da: James Foley
- Scritto da: Young Il Kim

### Trama
Mick Danzig, un analista della Axe Capital, è in stato di fermo dopo essersi messo a sparare all'impazzata in piena notte; Axe si premura di fargli togliere le accuse, avvertendolo che non saranno tollerati ulteriori colpi di testa. Chuck finge di non sapere per quale motivo Wendy abbia visto Peter Decker, un vecchio collaboratore della Axe Capital, aggirarsi nelle vicinanze della procura. Axe organizza un volo privato assieme a tre vecchi compagni di scuola per recarsi in Québec ad assistere a un concerto dei Metallica, lasciando a Wags le redini del comando.
Charles sferra un attacco ad Axe per vendicare quanto da lui fatto a Christina, conducendo un insider trading nei confronti della CrossCo, fornitore della YumTime da cui Axelrod ha appena ritirato le proprie quote. Kate sorprende Tara mentre era intenta a comunicare con Hall; Chuck adesso pretende che la donna faccia il doppigioco a loro vantaggio, altrimenti la farà arrestare. Chuck si infuria con il padre quando scopre che c'è lui dietro alla scalata ostile alla CrossCo; Axe è stato comunque salvato da uno dei vecchi compagni di scuola, il quale senza dirgli nulla ha comprato le azioni al posto suo. Decker rivela al procuratore di aver saputo dell'insider trading alla Pepsum Pharmaceutical da Bill Stern, uno dei trader di punta della Axe Capital.
Il mattino seguente la YumTime annuncia l'interruzione della collaborazione con la CrossCo; Chuck costringe il padre a non vendere le sue azioni, una punizione per ciò che ha combinato. Axe ordina a Wags di vendere il 5% di tutte le quote azionarie della Axe Capital, avviando un progressivo smantellamento degli investimenti.
- Ascolti USA: telespettatori 851.000 – rating 18-49 anni 0,2%[6]

## The Good Life
- Titolo originale: The Good Life
- Diretto da: Neil LaBute
- Scritto da: Heidi Schreck

### Trama
Il team di Chuck non è riuscito a raccogliere prove concrete contro Bill Stern, ma c'è una pista interessante che conduce in Iowa. Qui un ricercatore della Pepsum Pharmaceutical avrebbe rivelato i dati relativi a un nuovo enzima del mais in anticipo rispetto alla loro divulgazione pubblica. Axe, sempre più convinto di cambiare vita, ha completato il restauro di una barca per portare la famiglia alle Galápagos. Alla Axe Capital scoppia l'anarchia, con i dipendenti che smettono di lavorare e trascorrono le giornate a combinare goliardate. Dimonda si presenta nell'ufficio di Chuck per intervistarlo a proposito delle voci sullo smantellamento della Axe Capital, ma il procuratore si trincera dietro il "no comment" su un'indagine in corso. Quando Axe pretende che gli asset societari nelle telecomunicazioni siano venduti prima del suo viaggio, Wags va a parlare con Wendy per chiederle di convincere il capo a tornare sui propri passi.
Chuck insiste per accompagnare i propri collaboratori in Iowa a parlare con Clayton Grunwald, il contadino dell'enzima di mais. Grunwald si sente in debito nei confronti di Stern, il quale ha sostenuto economicamente le visite mediche e gli studi della figlia. Chuck lo costringe, pena l'arresto, a firmare la deposizione in cui dichiara che Stern ha avuto i risultati dei test sull'enzima 24 ore prima che fossero resi pubblici. Tra Bryan e Kate sta nascendo un'attrazione, dopo che la giovane si è detta disponibile a fargli da garante per l'acquisto di un appartamento. I due sanno di dover stare attenti, non essendo tollerate relazioni dentro l'ufficio del procuratore. Chuck telefona Wendy perché si trova all'esterno di un club sadomaso, "passione" che solitamente coltiva in privato con la moglie. Wendy lo guida telefonicamente dentro il club per soddisfare le reciproche voglie sessuali. Nel frattempo, a New York Lonnie è avvicinato da Dimonda che, facendo leva sul caso della Statua della Libertà cui ha dovuto rinunciare, gli chiede di essere la sua fonte in un articolo su Chuck e le indagini riguardanti la Axe Capital.
Wendy si reca nella villa di Axe, dove l'uomo sta guardando il film Quarto potere come gli aveva consigliato Elise al concerto dei Metallica. Wendy gli suggerisce di parlare direttamente con gli investitori, mettendoci la faccia in prima persona. Chuck viene informato che il Financial Journal sta per uscire con l'articolo sull'Axe Capital, dove però anche lo stesso Chuck è messo in cattiva luce per il conflitto d'interesse. Intanto, i vertici della Mundia-tel vengono arrestati per frode fiscale. Axe torna in ufficio, trionfante perché aveva previsto tutto e la Axe Capital è uscita intatta dal terremoto che ha colpito l'intero mercato delle telecomunicazioni. Con l'articolo del Financial in uscita, Chuck decide di affrettare i tempi e procedere immediatamente all'arresto di Bill Stern.
- Ascolti USA: telespettatori 1.010.000 – rating 18-49 anni 0,3%[7]

## L'accordo
- Titolo originale: The Deal
- Diretto da: James Foley
- Scritto da: Wes Jones

### Trama
Wendy incontra Axe in un luogo segreto. Dopo essersi spogliato, mostrando per alcuni secondi la propria nudità, Axe si tuffa in piscina ed è raggiunto da Wendy. I due iniziano a parlare di un accordo a cui devono arrivare, lasciando trasparire una certa intimità che si è venuta a creare tra loro.
72 ore prima. Wendy è arrabbiata con Chuck per aver arrestato Stern mentre lei non si trovava in ufficio, così che qualcuno possa ritenerla a conoscenza dell'operazione. Axe arringa i dipendenti a combattere per difendere la società, arrivando a paragonare l'arresto di Stern all'attacco di Pearl Harbor. Così come i giapponesi non sono arrivati a colpire il territorio americano, allo stesso modo la Axe Capital rimarrà intatta. Spavaldo in pubblico, Axe non nasconde invece la propria preoccupazione con Wags, ordinandogli di raccogliere una somma di emergenza per sostenere le spese di Stern. La squadra di Chuck scopre un segreto nell'apparentemente immacolata vita di Stern, vale a dire una seconda famiglia nascosta. Chuck è convinto di poter usare questa informazione come arma di ricatto contro Stern, ma quest'ultimo invia una mail in tempo reale alla moglie in cui le confessa il proprio tradimento. Axe chiede a Wags di fissargli un incontro con Lawrence Boyd, titolare del fondo Sparks Line, il più carismatico degli investitori della Axe Capital, affinché un segnale di fiducia da parte sua possa convincercere gli altri partner a restare a bordo. Inoltre, Axe chiede conto a Wendy dei 250.000 $ che ha prelevato dal suo fondo dipendenti, somma che la donna aveva sottratto per finanziare la nuova attività di Maria Saldana. Quando Boyd non si presenta all'appuntamento fissato, Axe è convinto a inscenare una relazione con Wendy per rendere palese il conflitto d'interesse che impedirebbe a Chuck di intentargli causa.
Presente. Chuck e Axe sembrano entrambi sul punto di cedere. Mentre a Chuck viene chiesto dal procuratore generale di abbandonare il caso, Axe è pressato da Lara a evitare uno scontro suicida. Nell'incontro in piscina Axe fa sapere a Wendy che intende accordarsi. Le condizioni di Chuck prevedono una multa di 1.900.000.000 $, la più alta sanzione per insider trading della storia, la trasformazione della Axe Capital in un family office e l'incriminazione di Axelrod per associazione a delinquere. Quando i due uomini si incontrano per firmare l'accordo, Chuck vuole insaprire ulteriormente la pena e vietare alla Axe Capital di trattare azioni per sempre. Infuriato per quello che evidentemente è accanimento, Axe straccia l'assegno e abbandona l'edificio. Chuck è soddisfatto, avendo ottenuto esattamente quello che voleva, continuare la guerra per vincerla.
- Ascolti USA: telespettatori 1.172.000 – rating 18-49 anni 0,4%[8]

## Il pugno
- Titolo originale: The Punch
- Diretto da: Stephen Gyllenhaal
- Scritto da: Brian Koppelman e David Levien

### Trama
Chuck ha ricusato il caso Axelrod, accontentando la richiesta di Wendy di deporre le armi. Tuttavia, il procuratore ordina a Bryan e al suo team di proseguire le indagini privatamente. Chuck deve però vedersela con Spyros, il quale pretende di assumere il comando del caso per conto della SEC. Axe è finito nei guai dopo aver tirato un pugno a Bruce Layner, reo di aver accompagnato i suoi figli e i loro amichetti al luna park guidando in stato di ebbrezza. Il video dell'aggressione è finito nelle mani di Mike Dimonda, pronto a scrivere un articolo che causerebbe parecchi problemi alla Axe Capital, proprio ora che la società sta cercando di risalire la china dopo gli ultimi eventi. Il filmato in mano alla polizia è stato tagliato, quindi non si possono cogliere i motivi che hanno spinto Axe a sferrare il pugno.
Bryan e la sua squadra sono riusciti a incastrare Donnie Caan, un dipendente della Axe Capital che ha speculato sulle azioni di un'azienda chimica (la Rubinex). A Donnie viene offerta la possibilità di collaborare con loro, diventando una spia che induca Axe a commettere un'azione di insider trading. Chuck è riuscito a rintracciare Maria Slovis, una vecchia conoscenza dei tempi del college, la quale all'epoca accusò Spyros di averla stuprata. Per far continuare la donna a tacere Spyros deve rinunciare a ogni pretesa sul caso Axelrod. Wendy incarica Chase, un amico cacciatore di teste, di trovarle un possibile nuovo lavoro. Chase le procura un ingaggio presso una società di consulenza per imprenditori visionari e Wendy sembra pensarci su. Lara è preoccupata perché i figli iniziano a manifestare atteggiamenti da bambini viziati, così li costringe a partecipare a un corso di sopravvivenza con i boy scout per imparare a cavarsela da soli.
Grazie alla sua memoria fotografica, Axe ricorda che alla festa in piscina di Layner c'era una ragazza con il telefonino che probabilmente ha ripreso l'aggressione. Mentre guadagna tempo con Dimonda, Axe incarica i propri collaboratori di agire sottotraccia per entrare in possesso del filmato integrale. Il video completo dimostra infatti che Axe ha colpito Layner dopo aver saputo che ha guidato ubriaco,  mettendo in pericolo i suoi figli. Axe viene scagionato e il video, diffuso sui social network, lo trasforma in un eroe che ha punito un pericoloso alcolista al volante. Bryan sprona Donnie a trovare prove compromettenti contro Axe. Il loro colloquio è spiato da Chuck, desideroso di accertarsi del comportamento del suo braccio destro. Bryan non è contento di essere stato osservato e minaccia di abbandonare il caso. Chuck lo convince a restare a bordo, facendogli capire che il loro lavoro aiuta le persone deboli e in difficoltà che non possono difendersi dai giganti della finanza. Axe esce di notte per andare a recuperare i figli al campeggio, avendo imparato la lezione che non devono mai dare per scontato tutto ciò che hanno. Poco lontano dal bosco, Donnie consegna a Bryan una chiavetta contenente prove contro Axe.
- Ascolti USA: telespettatori 1.051.000 – rating 18-49 anni 0,3%[9]

## Il tranello
- Titolo originale: Boasts and Rails
- Diretto da: John Dahl
- Scritto da: Wes Jones

### Trama
Bryan fa prelevare Donnie, ammonendolo che la prova raccolta sul conto di Axe è inservibile, e gli concede una settimana di tempo per portare qualcosa di veramente appetibile, altrimenti sarà lui e non il suo capo a finire sulla graticola. Un inserviente, corrotto dalla Axe Capital, ha assistito alla scena senza però riconoscere l'identità del dipendente sotto indagine. Wendy dice a Chuck di aver apprezzato il suo essersi ricusato dal caso Axelrod e gli confida che si sta guardando intorno per un nuovo lavoro. Chuck non è convinto che abbandonare il lauto stipendio della Axe Capital sia una buona idea, poiché intaccherebbe il loro tenore di vita. Kate mette a segno un gran colpo, accedendo tramite una vecchia conoscenza dell'università al manoscritto originale del libro di June Raichlein sull'11 settembre e la fortuna di Axelrod. Leggendo si scopre infatti che il giorno degli attentati Axe, mentre i soci morivano, si trovava dal suo avvocato a valutare la propria liquidazione. Axe stava quindi per licenziarsi, ma la tragedia ha completamente svoltato la sua vita. L'uomo ha iniziato a speculare, guadagnando la sua prima fortuna che avrebbe costituito le fondamenta della Axe Capital.
Chuck vuole passare lo scoop sull'11 settembre a Dimonda, instaurando con il giornalista una collaborazione continuativa che lo allontani dall'influenza di Axe. Kate invita Bryan a cena per presentarlo ai suoi genitori. Frank Secker, il padre di Kate, è un uomo d'affari che non nasconde il proprio disprezzo nei confronti dei procuratori come Chuck Rhoades che arrivano a falsificare le prove pur di vincere le cause. Axe avvia un'indagine interna all'ufficio per scoprire chi lo sta tradendo, individuando tre potenziali doppiogiochisti da sottoporre a un interrogatorio immediato. Tra questi c'è Donnie, il quale deve dare di stomaco e ottiene lo slittamento della seduta all'indomani. Bryan, toccato dal discorso del padre di Kate, informa Chuck che nel caso Axelrod vuole procedere secondo le regole. Infastidito dallo zelo del braccio destro, Chuck medita di assecondare Wendy e inizia a guardarsi intorno per uno studio privato che possa essere interessato ai suoi servigi. Lara avverte Axe che sua sorella Lou, una chef che ha appena ottenuto la sua prima stella Michelin, ha notato agenti sotto copertura spiare la casa.
Dimonda pubblica l'articolo sulla speculazione dell'11 settembre 2001. Axe, non incolpandosi per un comportamento del quale non si è mai pentito, licenzia Butch (uno dei tre indiziati) per il doppiogioco, salvando quindi Donnie. A fargli prendere questa decisione sono stati dei verbali di Rhoades sull'inchiesta a suo carico, in realtà retrodatati da Bryan, il quale alla fine ha quindi deciso di infrangere le regole pur di portare avanti il caso. Chuck si complimenta con Bryan per averlo ascoltato, usando i metodi della vecchia scuola. Per questa ragione, Chuck decide di rinunciare alla grande offerta dello studio Horvath e rimane al suo posto. Quello che Chuck però ignora è che Donnie non sta facendo il doppio, bensì il triplo gioco, essendo manovrato da Axe.
- Ascolti USA: telespettatori 1.093.000 – rating 18-49 anni 0,3%[10]

## Donnie
- Titolo originale: Where the Fuck Is Donnie?
- Diretto da: Susanna White
- Scritto da: Peder Balke

### Trama
Le rivelazioni sull'11 settembre hanno alienato ad Axe le simpatie dell'opinione pubblica. La sua macchina è vandalizzata con scritte offensive e un gruppo di manifestanti staziona fuori dalla sede della società. A detestarlo profondamente sono soprattutto i pompieri, da lui generosamente sovvenzionati negli anni successivi agli attentati, i quali ritengono che dietro al grande flusso di denaro ci fosse la volontà di pulirsi la coscienza. Lara rischia di perdere il sostegno della sua famiglia, considerando che suo fratello era un pompiere morto il giorno degli attacchi terroristici, tanto che l'avvocato le consiglia di divorziare da Axe. Chuck si appresta a sferrare l'attacco decisivo, con Donnie pronto ad acquistare 1,8 milioni di azioni della Kemlot. L'uomo ha il microfono posizionato in un bottone della camicia e, quando chiede l'autorizzazione ad Axe a comprare le azioni, il suo capo lo accompagna in uno stanzino schermato dove il segnale è disturbato e non possono essere sentiti. Dopo aver completato l'operazione, Donnie sfila la camicia e abbandona l'ufficio senza dare spiegazioni.
La situazione per la Axe Capital non va per il meglio. Qualche fondo ha deciso di abbandonarla e alcuni dipendenti si licenziano di notte, portando via i propri effetti personali. I pompieri di New York costringono alla chiusura il ristorante di Lara, millantando guasti inesistenti all'impianto antincendio. Lara tenta di risolvere la questione parlando con Mickey, uno dei pompieri che è stato anche suo fidanzato prima che conoscesse Axe. Mickey, che le serba rancore per aver preferito la vita più agiata offertale da un miliardario, non ha la minima intenzione di interrompere le ostilità. Lara incolpa Wendy di non fare abbastanza per tenere buono Chuck che se la sta prendendo con suo marito, ma la terapeuta puntualizza che le rispettive sfere lavorative sono rigidamente separate. Axe ottiene un incontro con i pompieri, ammettendo senza ipocrisie di aver speculato alla grande il giorno della tragedia, però il rapporto di stima nei loro confronti è sempre stato autentico e andava oltre le donazioni di denaro. Nonostante la buona volontà da parte di Axe, Lara si rende conto che i pompieri non hanno creduto alle sue parole quando trova i raccolti dell'orto del ristorante danneggiati. Lara decide di vendere il ristorante e la fattoria.
Il giudice Whit Wilcox è stato designato per il processo a carico di Bill Stearn. Chuck non è contento della nomina, essendo Wilcox dalla parte dei capitalisti, e chiede a Lonnie di scavare a fondo sul giudice. Il fuggiasco Donnie è arrivato a Cleveland, dove si fa ricevere da un santone indiano ed è rintracciabile per aver usato la carta di credito. Donnie è fermato in un parcheggio e interrogato dagli uomini di Chuck, dando il nome del funzionario della FTA Glenn Glenmartin come fonte delle informazioni sull'insider trading della Axe Capital. Queste sono le ultime parole, poiché subito dopo ha un malore e perde conoscenza.
- Ascolti USA: telespettatori 1.127.000 – rating 18-49 anni 0,3%[11]

## Qualità di vita
- Titolo originale: Quality of Life
- Diretto da: Karyn Kusama
- Scritto da: Willie Reale

### Trama
Mentre Donnie è in fin di vita, Chuck comunica ai propri collaboratori che molto probabilmente verrà tolto loro il caso Axelrod. Axe e Lara sono in ospedale, dove il compagno di Donnie annuncia che è morto. Mesi prima Axe si era accorto che Donnie appariva distaccato e, parlandoci, l'uomo gli confessò di avere un cancro al pancreas in fase avanzata. Axe, che teneva molto a Donnie, lo affidò alle cure di un ottimo specialista, benché avesse comunque deciso cinicamente di sfruttarlo come doppiogiochista contro il procuratore Rhoades. Bryan perde la causa contro Bill Stearn. Il giudice Wilcox, tenendo fede alla sua reputazione di favoreggiatore dei manager, ha ritenuto non sussistessero ragioni per procedere contro Stearn, reo secondo l'accusa di aver barattato le cure mediche per la figlia di Clayton Grunwald con le informazioni che hanno aiutato la Axe Capital a operare la speculazione. Wilcox invita l'assente Chuck a impiegare diversamente le risorse del proprio ufficio, lasciando in pace Axelrod.
Chuck si prepara alla sconfitta, quando Lonnie lo informa di aver scoperto che il giudice Wilcox è corrotto e razzista, come dimostrano le abnormi condanne comminate a neri e latinoamericani. Axe convoca Stearn nel suo ufficio, chiedendogli di fingere di un litigio a beneficio degli altri dipendenti. Axe infatti ha saputo che i tre trader scappati dalla Axe Capital hanno fondato una loro società, la Ionosphere, pronta a danneggiarlo. Stearn suggerisce agli scissionisti un investimento sbagliato che li porta a un passo dal baratro. A questo punto interviene Axe che li obbliga, sottoscrivendo pesanti condizioni, a far finire la Ionosphere sotto l'influenza della Axe Capital. Chuck interviene alla festa di pensionamento del giudice Wilcox, il quale viene arrestato dagli agenti del distretto Est, contrariamente al Sud libero di indagare sul suo conto. Wendy passa a trovare il compagno di Donnie, offrendosi di dare una mano nella distribuzione dei regali di Natale ai bambini bisognosi, attività cui Donnie teneva moltissimo. I due sono raggiunti da Lara, la quale intuisce che dietro alla presenza di Wendy ci sono secondi fini e la invita ad andarsene.
Al funerale di Donnie, Axe tiene un discorso sulla fedeltà e la dedizione al lavoro dello scomparso trader. Quello che Axe non ha rivelato a nessuno è di aver saputo dall'oncologo di Donnie che esisteva una possibile cura per rallentare il decorso della malattia, concedendogli qualche mese in più. Axe però decise di non dire nulla a Donnie, facendolo uscire di scena il prima possibile e attuare così i suoi piani.
- Ascolti USA: telespettatori 1.103.000 – rating 18-49 anni 0,3%[12]

## Pensiero magico
- Titolo originale: Magical Thinking
- Diretto da: Anna Boden e Ryan Fleck
- Scritto da: Wes Jones e Heidi Schreck (soggetto); Wes Jones (sceneggiatura)

### Trama
Axe commette un errore di valutazione su un investimento che costerà parecchi milioni alla società. Per questa ragione chiede a Wendy di presentarsi la sera per una seduta, evento che non si verifica da parecchio tempo. Chuck annuncia in via ufficiosa al collega Adam DeGiulio che sarà lui a prendere il posto di Wilcox come giudice del caso Axelrod. A tal fine Chuck chiede a suo padre di Charles di intercedere presso una senatrice del Congresso di sua conoscenza affinché la nomina di DeGiulio vada in porto. Wendy visita Zenobia, l'azienda presso cui si è trasferita Saldana. A Wendy è stato infatti proposto il posto di terapeauta, aiutando i dipendenti della Zenobia a essere affamati di affari come quelli della Axe Capital. Wendy promette che farà avere la propria risposta a breve. Lara vorrebbe che Lou, rimasta disoccupata dopo la chiusura del ristorante, accettasse di lavorare come chef della Axe Capital. Lou non è molto convinta di cucinare per quelli che definisce "egocentrici maschi alfa", accusando Lara di aver dimenticato le loro origini ed essere diventata la moglie di un capitalista. Lara decide di trascorrere la serata assieme a Lou nel quartiere della loro adolescenza.
Axe rivela a Wendy di sentirsi in colpa per Donnie, cui ha negato la cura sperimentale che lo avrebbe tenuto in vita qualche mese per evitare che testimoniasse contro di lui al processo. La seduta va per le lunghe, con Axe che dice di aver saputo che si sta guardando intorno e spera che non spezzerà un rapporto di lavoro proficuo come il loro. Chuck, preoccupato perché Wendy non torna a casa, si fa portare dall'autista all'esterno della Axe Capital, dove vede la moglie vicina ad Axe al terrazzo. Deluso perché sente che si sta allontanando da lui, Chuck si reca dalla escort che ha insegnato a Wendy l'arte del sesso sadomaso. Chuck non riesce a eccitarsi, sentendosi in colpa per quello che considera un tradimento verso Wendy, e usa la parola d'ordine per interrompere il rapporto. A quel punto scopre che un uomo lo ha pedinato tutta sera, scattandogli delle fotografie su un incontro avuto in uno strip club con DeGiulio. Lara porta Lou a un giro in elicottero, dimostrandole che la nuova vita altolocata non è poi così male.
Wendy rientra a casa e inizia subito a elaborare le informazioni relative alla seduta di Axe. La donna va a farsi una doccia, nel mentre Chuck entra in camera e apre il portatile. Quando legge i dettagli della seduta, compresi alcuni reati che Axe le ha rivelato, Chuck si autoinvia il documento via mail e risistema il computer prima che Wendy esca dal bagno.
- Ascolti USA: telespettatori 1.080.000 – rating 18-49 anni 0,3%[13]

## La conversazione
- Titolo originale: The Conversation
- Diretto da: Michael Cuesta
- Scritto da: Brian Koppelman e David Levien

### Trama
Axe si sente rinato dopo la seduta con Wendy, cui ha regalato una macchina nuova e promesso un lauto bonus per sdebitarsi. Come prima mossa punta a un aumento di capitale, però fatica a trovare un investitore di peso che dia sostegno al nuovo corso della Axe Capital. Dopo i primi colloqui andati male, Axe abbandona ogni formalità e riesce a strappare l'assenso di un importante investitore. Lonnie rientra nel Distretto Sud e Chuck lo mette al lavoro su un potenziale nuovo reato a carico di Axe, scoperto negli appunti della seduta di Wendy, vale a dire la corruzione di un poliziotto per nascondere la sparatoria notturna di Mick Danzig. Lonnie rintraccia l'agente che quella notte decise di non procedere contro Danzig, ma Bryan intuisce che questa improvvisa pista non può essere farina del sacco di Lonnie. Intanto, Axe viene informato dal capo della polizia che i federali stanno indagando sul caso Danzing. L'unica a conoscere questa faccenda è Wendy, quindi Axe ha le prova che fa la spia per conto del marito. Axe allerta Lara di attuare un misterioso piano che avevano in serbo da tempo.
Axe attacca Wendy per averlo tradito, estraendo dalla cassaforte una cartelletta in cui sono contenute le immagini delle sue attività di sesso sadomaso. Per evitare che il suo “lato perverso” venga rivelato, Wendy deve convincere Chuck ad abbandonare ogni indagine a suo carico. La sera Wendy inveisce contro Chuck per averla messa in questa situazione. L'uomo ammette di essere impazzito per la gelosia dopo averla vista con Axe, confessando la capatina andata a vuoto dalla escort. Wendy intima Chuck di andarsene da casa. Wendy ha registrato la lite con il marito, facendola ascoltare ad Axe per barattare l'eliminazione del dossier sadomaso in cambio della cancellazione della registrazione. Wendy incassa inoltre un bonus di 5.000.000 $ prima di comunicare ad Axe che ha deciso di licenziarsi, stanca di lavorare per un malfattore. Risolta la questione, Axe ferma Lara che stava progettando la fuga all'estero della famiglia.
Chuck è convinto che nel suo ufficio ci sia un'altra spia di Axelrod e chiede a Kate, abile a suo tempo nello scoprire Tara Mohr, di individuarla. I sospetti della ragazza si concentrano su un inserviente, davanti al quale Chuck ordina di installare cimici nella Axe Capital. Axe incontra segretamente Bryan per offrirgli di entrare nel suo team legale, poiché ritiene che lavorare per Chuck gli stia tarpando le ali. Bryan abbandona l’incontro, avvenuto nel bistrot di Bruno, facendo capire ad Axe che ha rifiutato la proposta. Axe fa mettere a soqquadro la Axe Capital, alla ricerca delle cimici in realtà mai installate. Chuck fa capolino nell'open space sventrato per consegnare ad Axe un personalissimo souvenir, l'assegno di patteggiamento che ha strappato. Chuck lo avverte che presto si pentirà amaramente di aver rifiutato quel patteggiamento, ma Axe promette che gli scatenerà contro la potenza di fuoco di cui è capace. La loro battaglia è destinata a continuare.
- Ascolti USA: telespettatori 1.013.000 – rating 18-49 anni 0,3%[14]